# Elisabeth Micheler-Jones
Elisabeth Micheler-Jones (ur. 30 kwietnia 1966 w Augsburgu) – niemiecka kajakarka górska, złota medalistka olimpijska z Barcelony.
Urodziła się w RFN i do zjednoczenia Niemiec startowała w barwach tego kraju. Igrzyska w Barcelonie były jej olimpijskim debiutem (kajakarstwo górskie wróciło do programu po 20 latach), cztery lata później zajęła dziesiąte miejsce. Cztery razy stawała na podium mistrzostw świata, w 1991 sięgając po złoto w K-1, a w 1987 w K-1 w drużynie. Brązowe medale wywalczyła w 1987 (K-1) i 1995 (drużyna).
Jej mąż, Brytyjczyk Melvyn Jones, także był kajakarzem i olimpijczykiem.